# Luisa Roldán
Luisa Roldán, conosciuta come La Roldána (Siviglia, 8 settembre 1652 – Madrid, 10 gennaio 1706), è stata una scultrice spagnola, esponente del barocco andaluso ed eminente artista della corte di Carlo II e di Filippo V. Era figlia di Pedro Roldán.

## Biografia
Luisa era figlia del celebre scultore sivigliano Pedro Roldán e di Teresa de Jesús Ortega y Villavicencio. Adolescente, entrò nella bottega paterna, dove apprese le basi del mestiere. Al termine del periodo di formazione, sposò contro il volere paterno lo scultore Luís Antonio de los Arcos (1671).
Dopo aver realizzato i primi lavori nella città natale, si recò a Cadice, rimanendovi per due anni. Per la cattedrale di questa città, la scultrice scolpì attorno al 1686 le statue lignee policrome di San Servando e San Germano, due delle sue opere più conosciute. Nel 1689 si recò a Madrid in cerca di miglior fortuna economica. Grazie alla protezione di don Cristóbal de Ontañon, ottenne di essere presentata alla corte di re Carlo II. Il sovrano vide alcune delle opere che la Roldán aveva portato con sé e manifestò un vivo entusiasmo, commissionandole un San Michele per l'Escorial. Pienamente soddisfatto del risultato, la nominò "scultrice di Camera" nel 1692, assicurandole il modesto stipendio di cento ducati ma anche la definitiva affermazione artistica.

## Galleria d'immagini

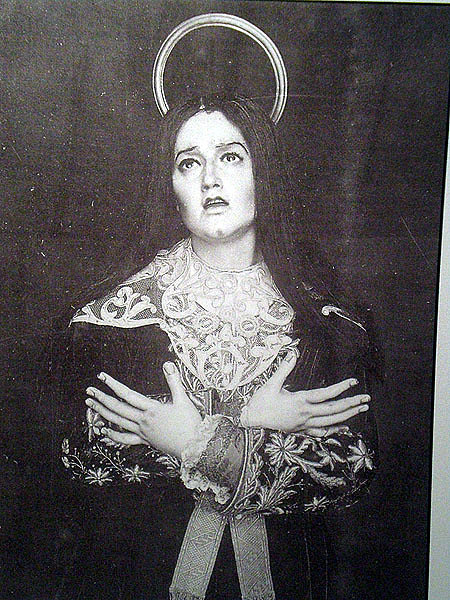
Santa Maria Maddalena, perduta
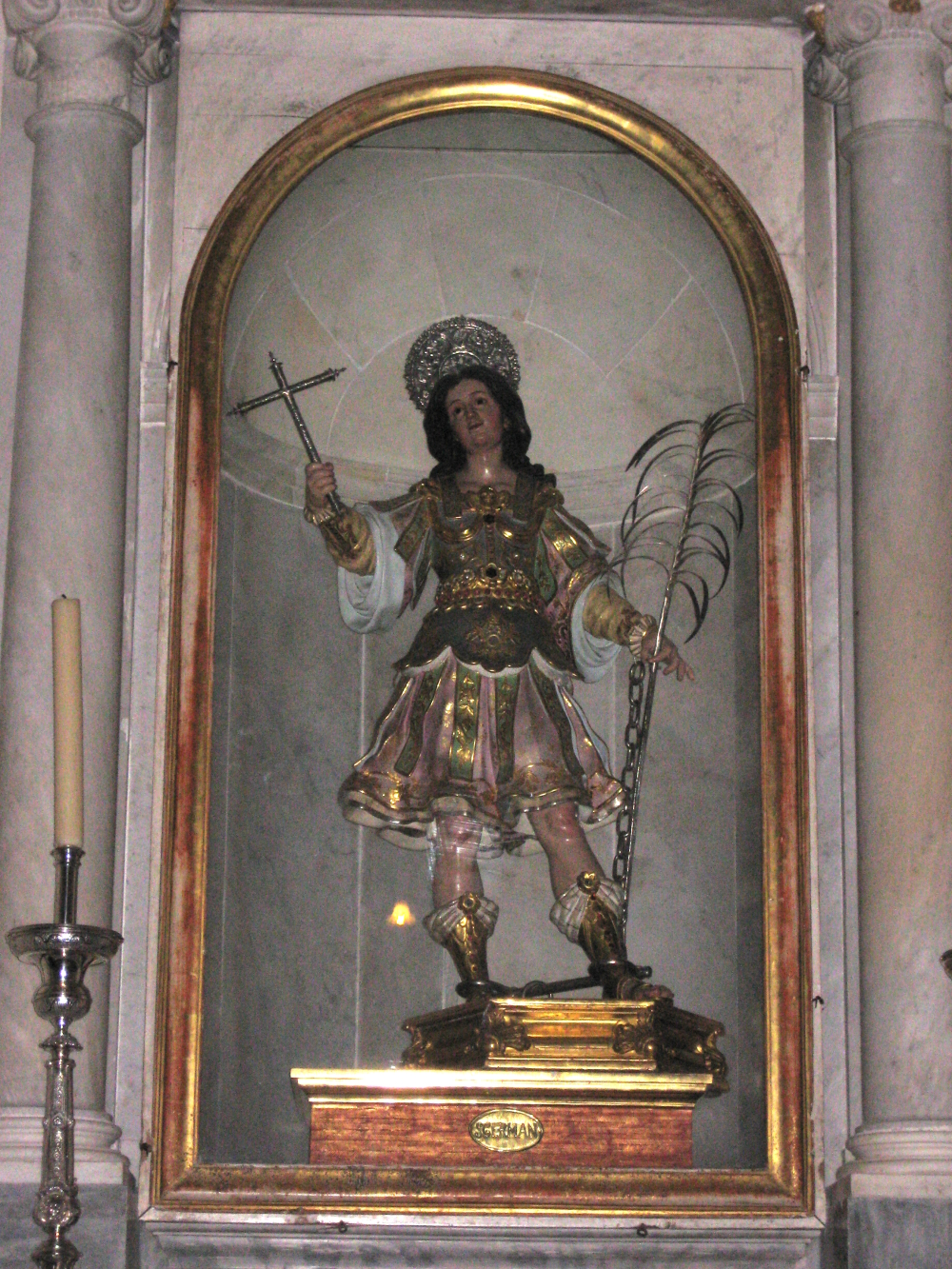
San Germano, Cattedrale di Cadice
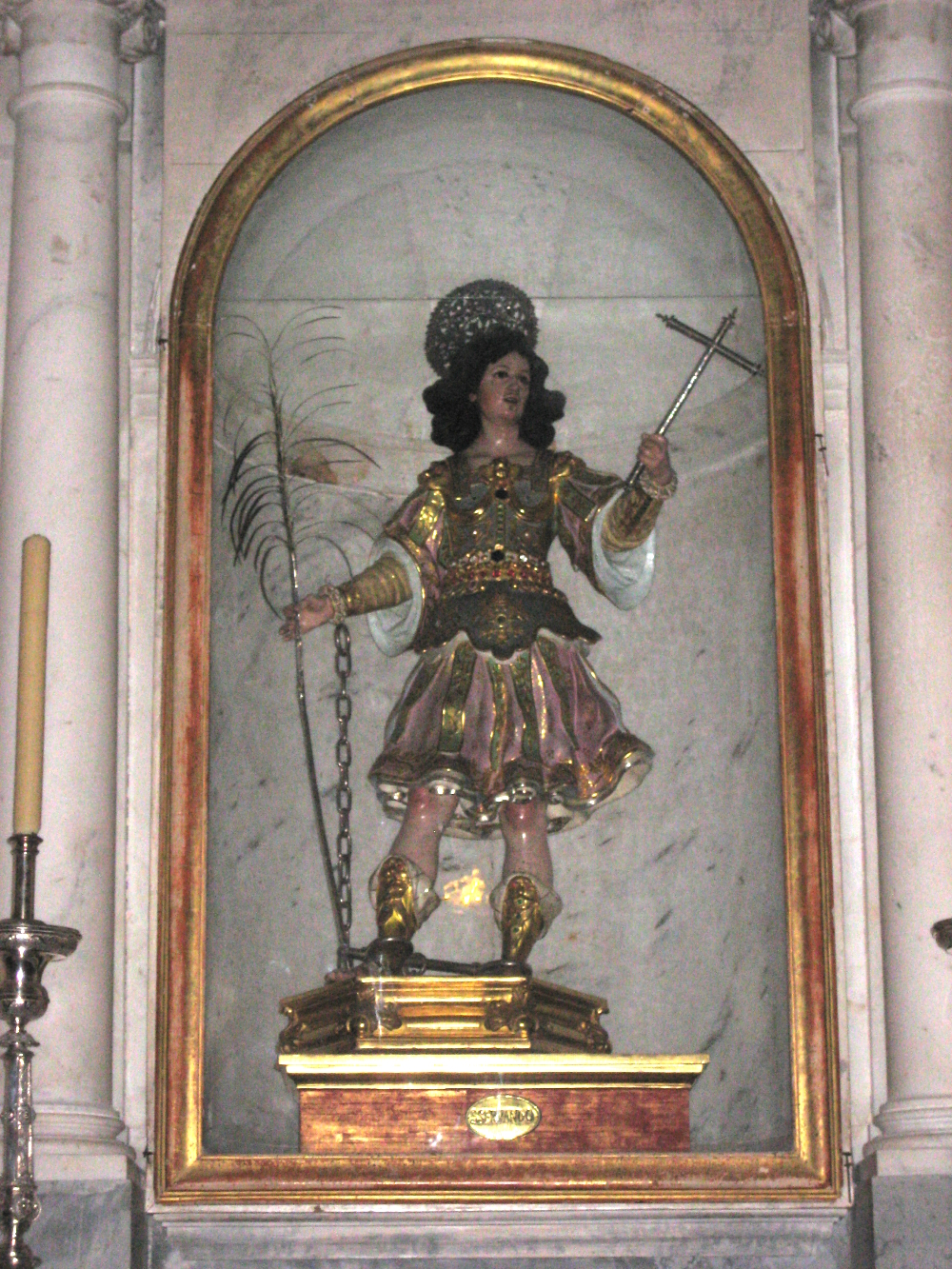
San Servando, Cattedrale di Cadice
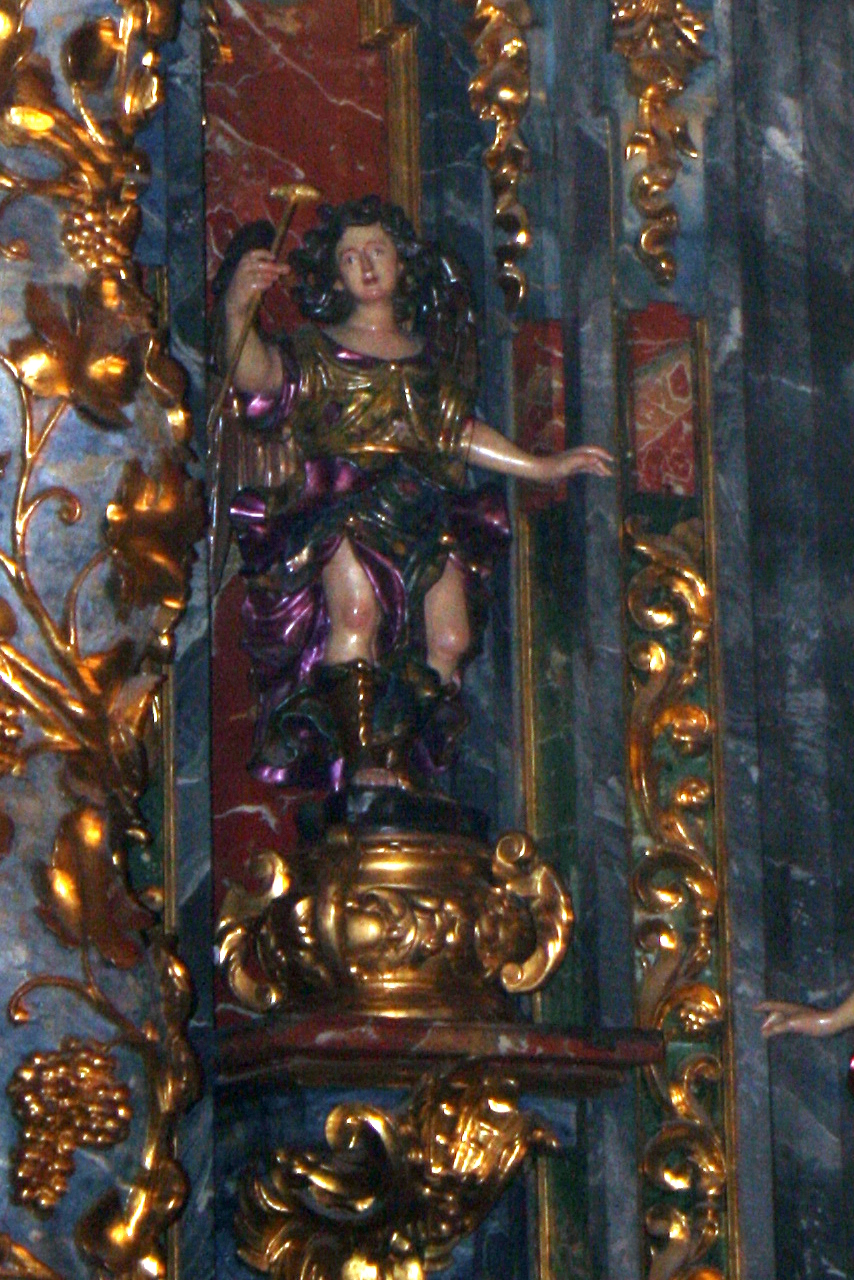
Angelo della Passione (attribuito a L. R.), Cappella del Cristo nella Collegiata di Sant'Isidoro, Madrid
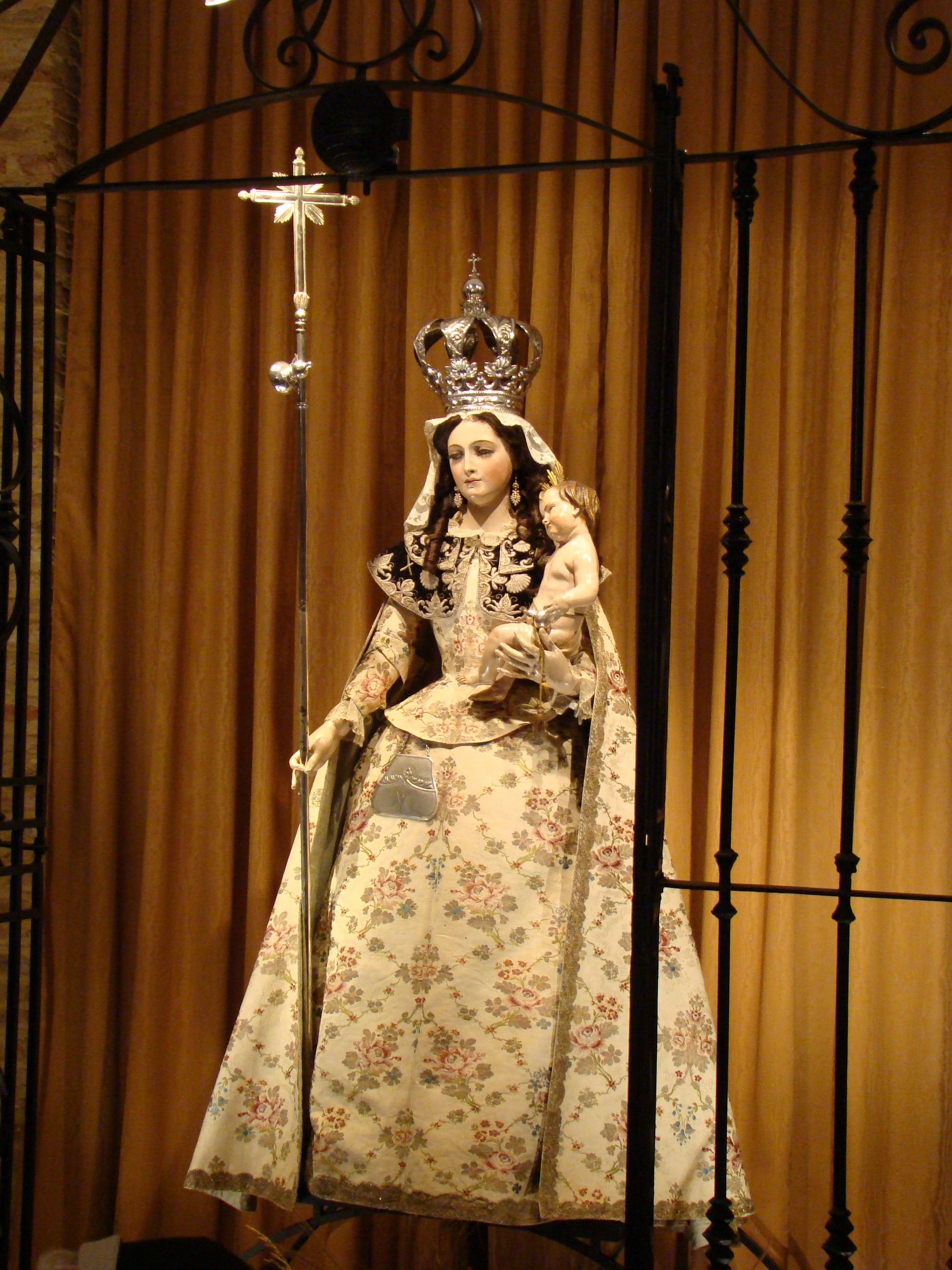
Vergine pellegrina, Museo delle Benedettine, Sahagún
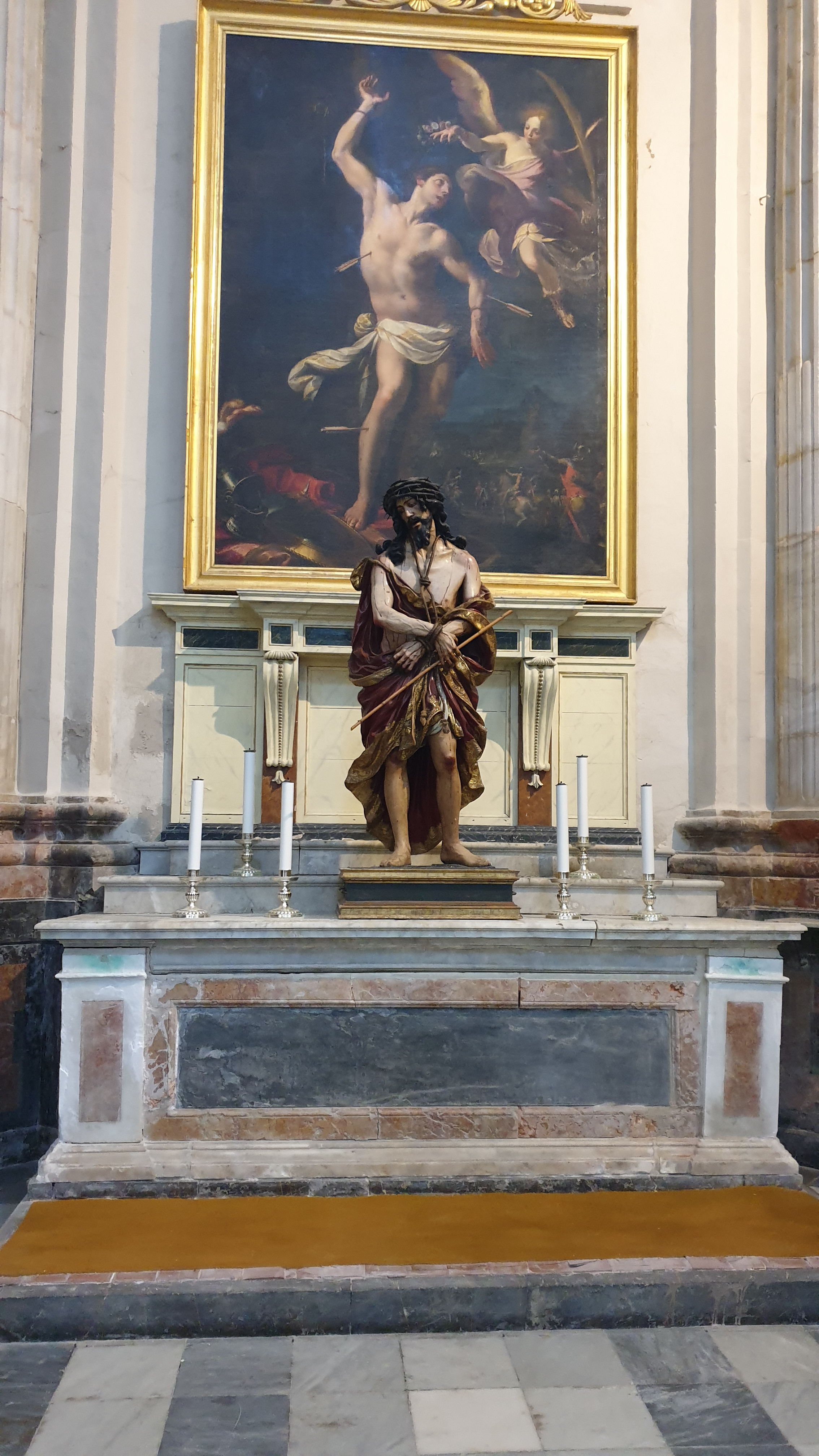
Ecce homo, cattedrale di Cadice

## Fonte
- José Luis Morales y Marín, Barocco e rococò, traduzione di Francesco Bertello e Sergio Siggia, Storia universale dell'arte, n. 7, Novara, De Agostini, 1991,  pp. 198-199, ISBN 88-402-9217-9.